# جین گنگ

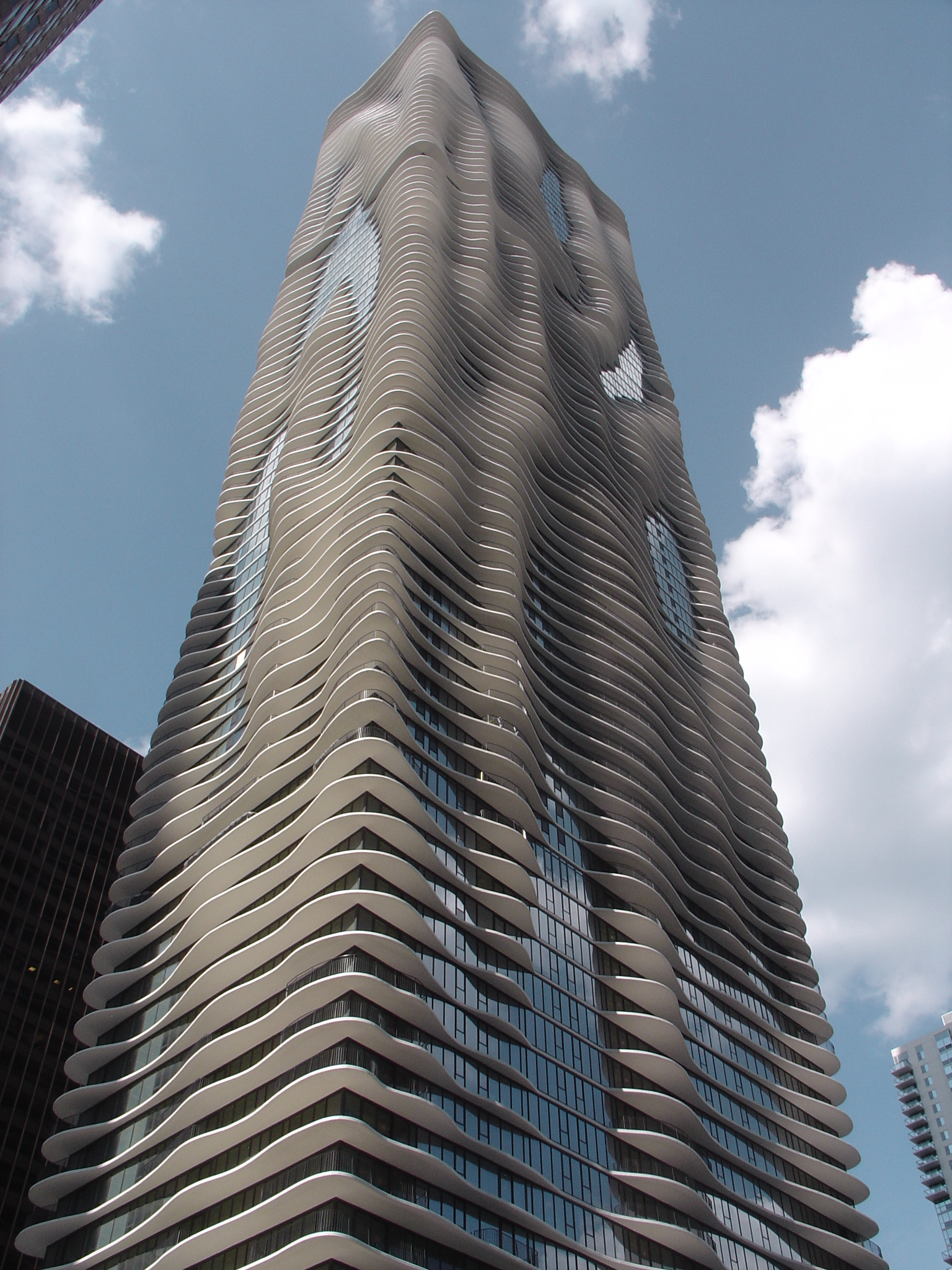
برج آبی

جین گنگ (زاده ۱۹ مارس ۱۹۶۴) معمار آمریکایی و بنیانگذار و رهبر استدیو گنگ است که در سال ۱۹۹۷ تأسیس شد و در زمینه آموزش تمرین معماری و طراحی شهری با دفاتر در شیکاگو، نیویورک و سانفرانسیسکو است. گنگ برای اولین بار به‌طور گسترده برای ساخت برج آکوا شناخته شد، که بلندترین ساختمان طراحی شده توسط زنان در جهان در زمان تکمیل آن است. آکوا از آن زمان با طراحی نزدیکش به سنت رجیس شیکاگو پیشی گرفته‌است. سرفیس گنگ را یکی از برجسته‌ترین معماران شیکاگو در نسل خود نامیده‌است، و پروژه‌های او جوایز زیادی دریافت کرده‌اند.

## زندگی‌نامه
گنگ که در بلویدر، ایلینوی بزرگ شد، لیسانس خود را در رشته معماری از دانشگاه ایلینویز در سال ۱۹۸۶ و کارشناسی ارشد معماری را با درجه ممتاز از دانشکده طراحی فارغ‌التحصیل هاروارد در سال ۱۹۹۳ به دست آورد. در سال ۱۹۸۹، او یک عضو بین‌المللی روتاری بود و در دانشگاه مطالعات فنی فدرال ETH سوئیس در زوریخ، سوئیس تحصیل کرد. او همچنین در ورسای، فرانسه تحصیل کرد. قبل از تأسیس استدویو در سال ۱۹۹۷، او با OMA / رم کولهاس در روتردام کار می‌کرد.
یکی از همکاران مک آرتور در سال ۲۰۱۱، گنگ و استودیوی او جایزه طراحی ملی ۲۰۱۳ را برای معماری از موزه طراحی اسمیتسونیان کوپر هیویت دریافت کردند. Gang توسط Architectural Review به عنوان معمار زن سال ۲۰۱۶ انتخاب شد. در سال ۲۰۱۷، او مفتخر به دریافت جایزه یادبود لوئیس آی کان (مرکز معماری فیلادلفیا) و کمک هزینه تحصیلی در مؤسسه سلطنتی معماری کانادا شد و همچنین به آکادمی هنر و علوم آمریکا برگزیده شد. در سال ۲۰۱۸، او به عنوان عضو بین‌المللی مؤسسه سلطنتی معماران بریتانیا (RIBA) انتخاب شد که افتخاری مادام‌العمر بود.
گنگ که در حال حاضر استاد عملی در دانشکده طراحی دانشگاه هاروارد (GSD) است، همچنین به عنوان منتقد طراحی جان پورتمن در معماری و منتقد مدعو در GSD (2017 و ۲۰۱۱)، منتقد استودیو مهمان در دانشکده تحصیلات تکمیلی کلمبیا خدمت کرده‌است. معماری، برنامه‌ریزی و حفاظت (۲۰۱۵)، استاد مدعو کالینان در دانشکده معماری دانشگاه رایس (۲۰۱۴)، مدرس مدعو در دانشکده معماری دانشگاه پرینستون (۲۰۰۷)، استاد مدعو جونیور لوئیس آی. کان در دانشکده دانشگاه ییل معماری (۲۰۰۵) و منتقد استودیو در موسسه فناوری ایلینویز.
باندها به‌طور مکرر در سراسر جهان سخنرانی می‌کنند. او در سال ۲۰۱۶ در کنفرانس زنان TED ارائه کرد.

## کارها
کارهای ساخته شده توسط گنگ در منطقه شیکاگو شامل دانشگاه شیکاگو پردیس شمالی مسکونی، تئاتر نویسندگان، سیتی هاید پارک، قایق‌خانه WMS در پارک کلارک و قایق‌خانه النور در پارک ۵۷۱ در رودخانه شیکاگو، جزیره شمالی، برج آبی، پیاده‌روی طبیعت است. در باغ وحش لینکلن پارک، مرکز تولید رسانه‌ای کالج کلمبیا شیکاگو، و مرکز اجتماعی دهکده‌های کودکان SOS Lavezzorio، از جمله. در سال ۲۰۱۴، گنگ و استودیو او مرکز آرکوس را برای رهبری عدالت اجتماعی در کالج کالامازو تکمیل کردند. پروژه‌های فعلی او در حال ساخت عبارتند از ۴۰ خیابان دهم در منطقه بسته‌بندی نیویورک و منبع کمپانی ۲ برای اداره آتش‌نشانی شهر نیویورک، و همچنین ویستا تاور و انقلاب در پارک در شیکاگو. استودیوی او در حال حاضر در پروژه‌هایی مانند مرکز علوم، آموزش و نوآوری گیلدر در موزه تاریخ طبیعی آمریکا مشغول است. سفارت جدید ایالات متحده در برازیلیا، برزیل؛ برج‌های بلند در تورنتو و آمستردام؛ یک پردیس واحد برای کالج هنر کالیفرنیا در سانفرانسیسکو. گسترش و نوسازی مرکز هنری آرکانزاس؛ و مرکز هنر و نوآوری در کالج اسپلمن.
آثار استودیو گنگ مورد تجلیل، انتشار و نمایش گسترده قرار گرفته‌است. در سال ۲۰۱۸، استودیو اینستالیشن داستان سنگ‌ها را به عنوان بخشی از نمایشگاه غرفه ایالات متحدهابعاد شهروندی در دوسالانه معماری ونیز ارائه کرد. در سال ۲۰۱۷، استودیو برای طراحی تأسیسات پارتی بلوک تابستانی موزه ملی ساختمان انتخاب شد. در سال ۲۰۱۲، استودیو در نمایشگاه انفرادیساختمان: داخل استودیو باند معماران در موسسه هنر شیکاگو به نمایش گذاشته شد. و در سال ۲۰۱۱، استودیو در نمایشگاه موزه هنر مدرن سلب حق: بازسازی رؤیای آمریکایی شرکت کرد. آثار این استودیو همچنین در دوسالانه معماری شیکاگو (۲۰۱۵ و ۲۰۱۷) و طراحی میامی (۲۰۱۴) به نمایش درآمده است.
گنگ دو کتاب نوشته‌است: آشکار ساختن (۲۰۱۱)، اولین انتشار در مورد کار و روند استودیو، و اثر معکوس: بازسازی آبراه‌های شیکاگو (۲۰۱۱)، که آینده سبزتری را برای رودخانه شیکاگو متصور است. او در سال ۲۰۱۲ کاتالوگ نمایشگاهی ساختمان: داخل استودیو باند معماران در مؤسسه هنری شیکاگو را ویرایش کرد.
در سال ۲۰۱۸، گنگ از طرح‌هایی برای مرکز هنری آرکانزاس، یک موزه هنری ۷۰ میلیون دلاری و هنرستان طبیعت در لیتل راک، آرکانزاس پرده برداری کرد. این پروژه به عنوان یک «موزه در یک جنگل» توصیف شده‌است.
در ۲۷ مارس ۲۰۱۹، شهردار شیکاگو، رام امانوئل، اعلام کرد که تیم طراحی به رهبری باند، استودیو ORD، به عنوان برنده مسابقه طراحی بین‌المللی برای ترمینال جهانی جدید ۲٫۲ میلیارد دلاری در فرودگاه بین‌المللی O'Hare انتخاب شده‌است. این پروژه قرار است در سال ۲۰۲۳ آغاز شود.

## پروژه‌ها
- One Delisle، تورنتو (پیش ساخت)
- پردیس کالج هنر کالیفرنیا سانفرانسیسکو[۲۱]
- MIRA، سانفرانسیسکو[۲۲]
- صد بالاتر از پارک ، سنت لوئیس (تکمیل در سال 2020)[۲۳]
- مرکز علم، آموزش و نوآوری ریچارد گیلدر در موزه تاریخ طبیعی آمریکا (تکمیل در سال 2020)[۲۴]
- سنت رجیس شیکاگو (تکمیل 2020)[۲۵]
- خیابان دهم ۴۰ (تکمیل شده در سال 2020)[۲۶]
- شرکت نجات ۲ (تکمیل در سال 2018)[۲۷]
- انقلاب در پارک (تکمیل شده در سال 2018)[۲۸]
- دانشگاه شیکاگو پردیس North Residential Commons (تکمیل شده در سال 2016)[۲۹]
- Writers Theatre (تکمیل سال 2016)[۳۰]
- شهر هاید پارک (تکمیل شده در سال 2016)[۳۱]
- خانه قایق النور در پارک ۵۷۱ (تکمیل در سال 2016)[۳۲]
- مرکز Arcus برای رهبری عدالت اجتماعی در کالج کالامازو (تکمیل در سال 2014)[۳۳]
- WMS Boathouse در پارک کلارک (تکمیل در سال 2013)[۳۴]
- پیاده‌روی طبیعت در باغ وحش پارک لینکلن (تکمیل شده در سال 2010)[۳۵]
- برج آبی (تکمیل شده در سال 2010)[۳۶][۳۷]
- مرکز تولید رسانه کالج کلمبیا شیکاگو (تکمیل شده در سال 2010)[۳۸]
- SOS Children's Villages Lavezzorio Community Center (تکمیل شده در سال 2008)[۳۹]
- مرکز خدمات لیگ چینی آمریکایی کام لیو (تکمیل شده در سال 2004)[۴۰]
- The Bengt Sjostrom Theatre، خانه تئاتر Starlight در کالج Rock Valley (تکمیل شده در سال 2003)[۴۱]

## جوایز و افتخارات
- تأثیرگذارترین معمار جهان، مجله تایم، 2019[۴۲]
- برنده جایزه مارکوس برای معماری که توسط دانشگاه WI و شرکت Marcus Corp. بنیاد، 2017[۴۳]
- جایزه یادبود لوئیس آی کان، مرکز معماری فیلادلفیا، 2017[۴۴]
- فلوشیپ، مؤسسه سلطنتی معماری کانادا، 2017[۴۵]
- انتخاب به آکادمی هنر و علوم آمریکا، 2017[۴۶]
- جایزه عمومی علوم انسانی، علوم انسانی ایلینوی، 2017[۴۷]
- معمار سال، جوایز زنان در معماری، بررسی معماری، 2016[۴۸]
- شیکاگوی‌های سال، شیکاگو تریبون، 2016[۴۹]
- Chevalier dans l'Ordre National de la Légion d'Honneur، 2015[۵۰]
- دکترای افتخاری، کالج کلمبیا شیکاگو، ۲۰۱۴
- رهبر نسل جدید، جوایز زنان در معماری، سابقه معماری، 2014[۵۱]
- جایزه ملی طراحی برای طراحی معماری، کوپر هویت، موزه طراحی اسمیتسونیان، 2013[۵۲]
- مدال Jesse L. Rosenberger، دانشگاه شیکاگو، ۲۰۱۳
- دکترای افتخاری، دانشکده مؤسسه هنر شیکاگو، ۲۰۱۳
- انتخاب به آکادمی ملی طراحی، ۲۰۱۲
- جان دی و کاترین تی مک آرتور همکار، ۲۰۱۱
- همکار، موسسه معماران آمریکا، 2009[۵۳]
- جایزه اسکار در معماری، آکادمی هنر و ادبیات آمریکا، 2006[۵۴]
- نامزد جایزه Rave، مجله Wired، ۲۰۰۴
- شیکاگوی‌های سال، شیکاگو تریبون، ۲۰۰۴
- پیشتاز طراحی، سابقه معماری، ۲۰۰۱

## کتابشناسی - فهرست کتب
- Reveal (2011)، چاپخانه معماری پرینستون ،شابک ‎۹۷۸-۱-۵۶۸۹۸-۹۹۳-۸
- اثر معکوس: بازسازی آبراه‌های شیکاگو (۲۰۱۱)،شابک ‎۹۷۸-۰-۹۸۴۰۱۸۳-۰-۷
- ساختمان: Inside Studio Gang Architects (2012)، انتشارات دانشگاه ییل ،شابک ‎۹۷۸-۰-۳۰۰-۱۹۱۱۸-۹
- استودیو باند: معماری (۲۰۲۰)، چاپ فایدون ،شابک ‎۹۷۸-۱-۸۳۸۶۶-۰۵۴-۳